# Myrmeciinae

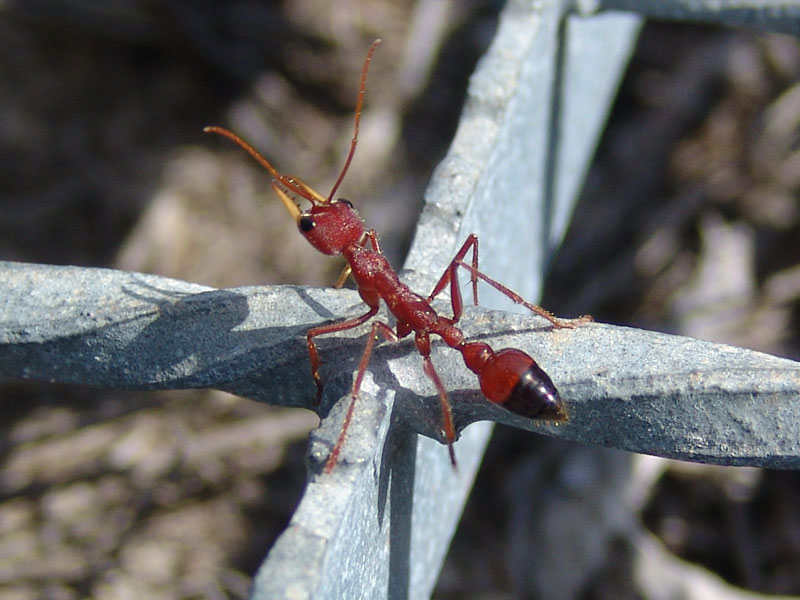
Myrmecia

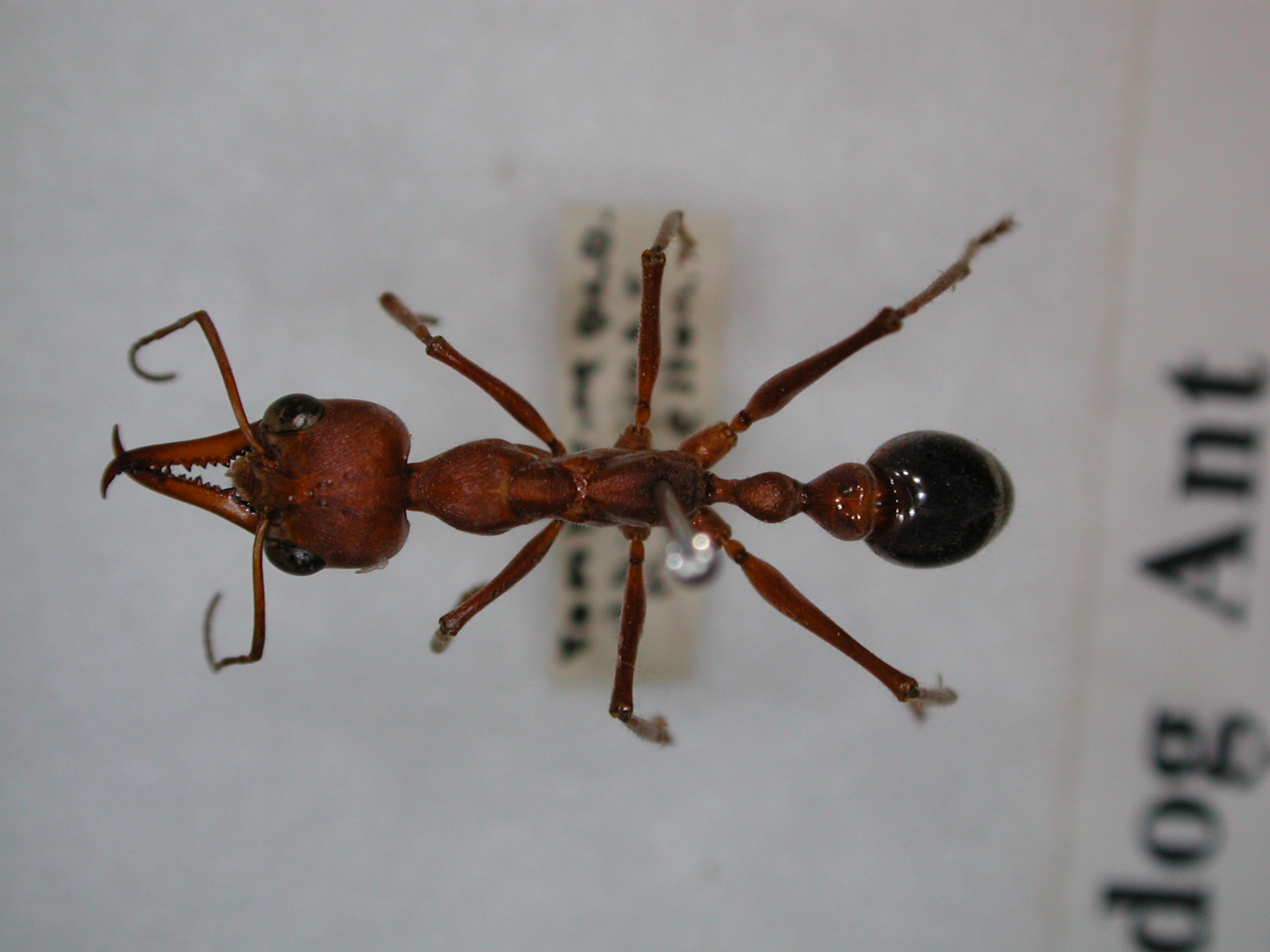
Myrmecia brevinoda

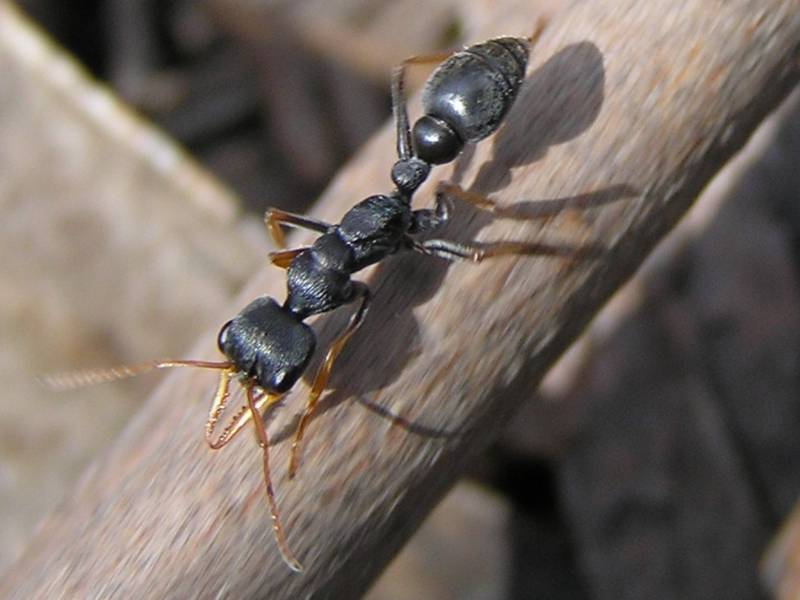
Myrmecia pilosula

Myrmeciinae (лат.) — это подсемейство Formicidae, включающее примитивных муравьёв Австралии, в том числе муравьёв-бульдогов Myrmecia и динозаврового муравья Nothomyrmecia. Около 100 видов (не путать с подсемейством Myrmicinae). В ископаемом состоянии известны с палеоцена.

## Распространение
Австралия, Новая Каледония.

## Описание
Крупные (до 2—3 см) муравьи, как правило, ярко окрашенные (красные, оранжевые, коричневые или чёрные). Стебелёк двухчлениковый, состоит из петиоля и постпетиоля.
Обладают сильным жалом и опасным, в том числе и для человека, ядом. Ужаление некоторых видов рода Myrmecia (например, красного муравья-бульдога и Myrmecia pilosula) может вызвать сильную и продолжительную боль, которая у человека длится несколько дней. В некоторых случаях отмечаются тяжёлые аллергические реакции и даже анафилактический шок, который может привести к смерти особо чувствительных пациентов.

## Экология
Это одно из нескольких подсемейств муравьёв, имеющих гамэргатов, то есть рабочих особей, способных к спариванию и откладке яиц после потери матки.

## Классификация
Подсемейство Myrmeciinae ранее рассматривалось как монотипичное (из одного рода Myrmecia) и иногда называлось муравьями-бульдогами (Bulldog ants, включая прыгающих муравьёв Jumper Ants). В настоящее время, кроме современных представителей (включая ранее самостоятельное подсемейство «Nothomyrmeciinae») объединяет и ископаемые виды.
Включает 2 трибы и 4 рода (Ward & Brady, 2003). Кроме того, к этому подсемейству относили и ещё несколько ископаемых родов и видов, в том числе Cariridris bipetiolata Brandao & Martins-Neto, 1990, а также †Avitomyrmex, †Macabeemyrma и †Ypresiomyrma.
- Myrmeciini Emery, 1877
  - Myrmecia Fabricius, 1804
- Prionomyrmecini Wheeler, 1915
  - † Archimyrmex Cockerell, 1923 (=Polanskiella Rossi de Garcia, 1983)
    - † Archimyrmex piatnitzkyi (Viana & Haedo Rossi, 1957) (Аргентина, олигоцен-миоцен)
    - † Archimyrmex rostratus Cockerell, 1923 (США, эоцен)
    - † Archimyrmex smekali (Rossi de Garcia, 1983) (Аргентина, эоцен)
      - = † Polanskiella smekali  Rossi de Garcia, 1983

    - † Archimyrmex wedmannae Dlussky, 2012 (Германия, эоцен)
      - = † Ameghinoia piatnitzkyi Viana & Haedo Rossi, 1957

  - Nothomyrmecia Clark, 1934
  - † Prionomyrmex Mayr, 1868
  - † Avitomyrmex Archibald, Cover & Moreau, 2006
    - † Avitomyrmex elongatus  Archibald, Cover & Moreau, 2006 (Канада, эоцен)
    - † Avitomyrmex mastax  Archibald, Cover & Moreau, 2006 (Канада, эоцен)
    - † Avitomyrmex systenus  Archibald, Cover & Moreau, 2006 (Канада, эоцен)

  - † Macabeemyrma Archibald, Cover & Moreau, 2006
    - † Macabeemyrma ovata  Archibald, Cover & Moreau, 2006 (Канада, эоцен)

  - † Ypresiomyrma Archibald, Cover & Moreau, 2006
    - † Ypresiomyrma bartletti  Archibald, Cover & Moreau, 2006 (Канада, эоцен)
    - † Ypresiomyrma orbiculata  Archibald, Cover & Moreau, 2006 (Канада, эоцен)
    - † Ypresiomyrma orientalis  Dlussky, Rasnitsyn & Perfilieva, 2015 (Россия, эоцен)
    - † Ypresiomyrma rebekkae  (Rust & Andersen, 1999) (Дания, палеоцен-эоцен)
      - = †Pachycondyla rebekkae  Rust & Andersen, 1999